# Bluebird Airways
A Bluebird Airways (IATA: BZ, ICAO: BBG, Hívójel: CANDIA BIRD) görög légitársaság, melynek a székhelye Iráklióban, a Heraklion nemzetközi repülőtér területén található.

## Története
A Bluebird Airways egy görög légitársaság, amelyet 2008-ban alapítottak a krétai Iráklióban, és elsősorban utas- és teherszállítással foglalkozik Tel-Aviv és Kréta között.

## Flotta
A Bluebird Airways flottája 2022 októberében a következő repülőgépeket tartalmazta:

## Fordítás
Ez a szócikk részben vagy egészben  a   Bluebird Airways című angol Wikipédia-szócikk ezen változatának fordításán alapul.  Az eredeti cikk szerkesztőit annak laptörténete sorolja fel. Ez a jelzés csupán a megfogalmazás eredetét és a szerzői jogokat jelzi, nem szolgál a cikkben szereplő információk forrásmegjelöléseként.